# Béboni
Béboni  è un comune del Ciad situato nel dipartimento di La Nya, provincia del Logone Orientale.